# Peter Jenniskens

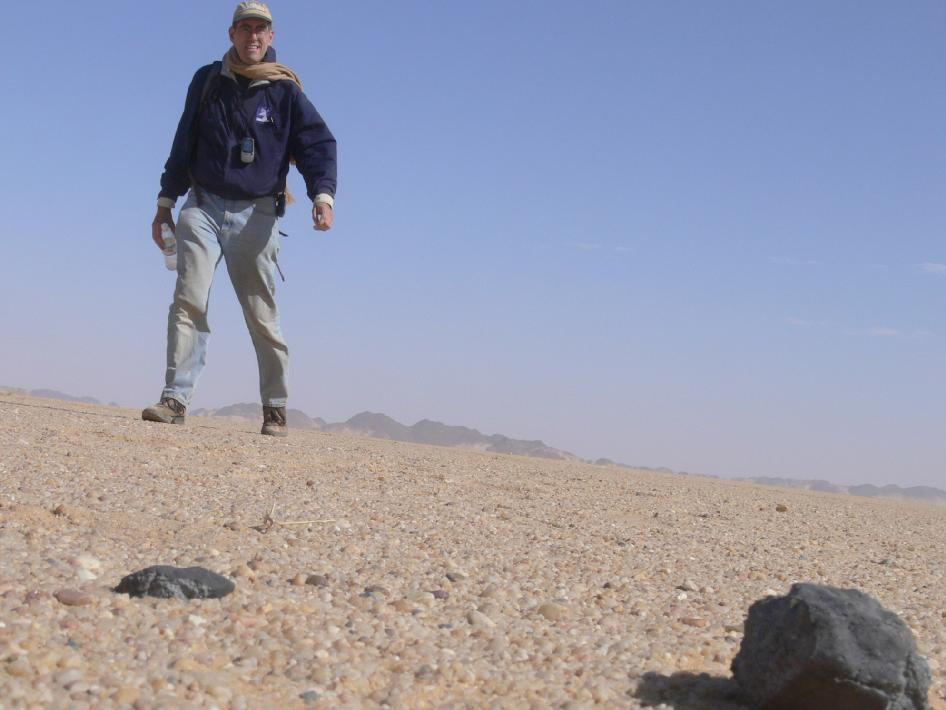
Peter Jenniskens

Peter Jenniskens (* 1962) ist ein holländisch-amerikanischer Astronom, der an Forschungsinstituten der NASA und des SETI-Projekts arbeitet.
Er forscht über die Physik von Meteorschauern, die Wiedereintritte von Raumflugkörpern in die Erdatmosphäre und über Impakts von Asteroiden. Er fand u. a. die Ursprungskörper der Quadrantiden (ein vor 500 Jahren zerfallener Komet) und der Ursiden.
Am 20. November 2002 wurde der Asteroid (42981) Jenniskens nach ihm benannt.

## Schriften
- Meteor Showers and their Parent Comets (2006)

| Personendaten    | Personendaten                       |
| ---------------- | ----------------------------------- |
| NAME             | Jenniskens, Peter                   |
| KURZBESCHREIBUNG | holländisch-amerikanischer Astronom |
| GEBURTSDATUM     | 1962                                |